# Haya obovata
Haya obovata är en nejlikväxtart som beskrevs av Isaac Bayley Balfour. Haya obovata ingår som enda art i släktet Haya och familjen nejlikväxter. Inga underarter finns listade i Catalogue of Life.